# رالف لين
رالف لين (بالإنجليزية: Ralph Lane)‏ السير رالف لين ( 1532 - أكتوبر 1603) مستكشف إنجليزي من العصر الإليزابيثي. وقال انه كان جزءا من محاولة فاشلة في 1585 لاستعمار جزيرة روانوك بولاية نورث كارولينا. و أيضا خدم في التاج الأيرلندي.
لم يثبت أصول رالف. وفقا لقاموس أكسفورد للسيرة الوطنية وقال انه «مجهولي الأبوين والتعليم».